# جون أندرو مارتن
جون أندرو مارتن (بالإنجليزية: John Andrew Martin)‏ هو محامي وسياسي أمريكي، ولد في 10 أبريل 1868 في سينسيناتي في الولايات المتحدة، وتوفي في 23 ديسمبر 1939 في واشنطن العاصمة في الولايات المتحدة. حزبياً، نشط في الحزب الديمقراطي. وقد انتخب عضو مجلس نواب كولورادو وانتخب عضو مجلس النواب الأمريكي.